# گروته، سیسیل
گروته، سیسیل (به ایتالیایی: Grotte) یک کومونه در ایتالیا است که در استان آگریجنتو واقع شده‌است.

## خصوصیات
گروته ۲۳٫۹ کیلومترمربع مساحت و ۵٬۹۱۱ نفر جمعیت دارد و ۵۱۶ متر بالاتر از سطح دریا واقع شده‌است.